# Veribubo saffra
Veribubo saffra är en tvåvingeart som beskrevs av Greathead 1981. Veribubo saffra ingår i släktet Veribubo och familjen svävflugor.
Artens utbredningsområde är Saudiarabien. Inga underarter finns listade i Catalogue of Life.